# Tylocentrus quadricornis
Tylocentrus quadricornis är en insektsart som beskrevs av William D. Funkhouser. Tylocentrus quadricornis ingår i släktet Tylocentrus och familjen hornstritar. Inga underarter finns listade i Catalogue of Life.